# Paul Bostaph
Paul Steven Bostaph (6. března 1964) je americký heavymetalový bubeník, nejznámější jako člen thrashmetalové skupiny Slayer, nejprve v letech 1992–2001 a poté v od roku 2013 do rozpadu v roce 2019. Jeho hudební kariéra začala v roce 1984; kromě Slayer hrál v mnoha dalších kapelách (Forbidden, Exodus, Testament). Dle online magazínu Metal Rules je „opravdový profesionál a jeden z nejlepších bubeníků současné metalové scény“. Od roku 2023 je bubeníkem sólové metalové skupiny Kerry King Band.

## Životopis

### Začátek kariéry
Bostaph se chtěl původně stát baskytaristou, ale nakonec skončil u bicích, protože byly levnější. Začínal v thrashmetalové kapele Forbidden, jejímž bubeníkem byl v letech 1985–1992. Hrál na prvních dvou studiových albech, Forbidden Evil a Twisted into Form, a také živém EP Raw Evil: Live at the Dynamo.

### Slayer a sólový projekt
Po odchodu Dava Lombarda v roce 1992 hledali Slayer nového bubeníka. Nejprve ho nahradil Lombardův technik, ale dělal chyby a členové s ním nebyli spokojení. O Bostaphovi se skupina dozvěděla na základě doporučení kytarového technika kytaristy Kerryho Kinga. Slayer znali nahrávky Forbidden a byli vůči Bostaphovi skeptičtí – Lombardův styl byl rychlý a agresivní, Bostaphův spíše melodický. Bostaph se nicméně zúčastnil konkurzu a ostatní členové byli s jeho výkonem spokojeni.
Bostaph se Slayer nahrál čtyři studiová alba. V roce 1996 odešel, aby se mohl věnovat svému projektu Truth About Seafood (nahradil ho Jon Dette), avšak o rok později se opět vrátil. Podruhé odešel po vydání alba God Hates Us All kvůli chronickému zranění lokte, které mu znemožňovalo hrát. S bývalými spoluhráči nicméně zůstal v kontaktu a členem kapely se stal znovu roku 2013, kdy Slayer definitivně opustil zakládající člen Lombardo. Následně s kapelou nahrál poslední studiové album Repentless a hrál na rozlučkovém turné, které zakončilo jejich téměř čtyřicetiletou kariéru.

### Ostatní projekty
V letech 2003–2004 byl Bostaph bubeníkem kanadské hardrockové kapely Systematic, kterou spoluzaložil před nahráváním Diabolus in Musica od Slayer. Roku 2005 se stal členem skupiny Exodus a po odchodu v roce 2007 se na čtyři roky přidal k Testament. V srpnu 2020 bylo odhaleno, že Bostaph se podílí na novém projektu s kytaristou Kerrym Kingem.

## Diskografie
Slayer
- Divine Intervention (1994)
- Undisputed Attitude (1996)
- Diabolus in Musica (1998)
- God Hates Us All (2001)
- Repentless (2015)

Forbidden
- Forbidden Evil (1988)
- Twisted into Form (1990)

Systematic
- Pleasure to Burn (2003)

Exodus
- Shovel Headed Kill Machine (2005)

Testament
- The Formation of Damnation (2008)

#### Kerry King
- From Hell I Rise (2024)

## Vybavení
Bostaph je používá bicí a hardware značky Yamaha, činely Paiste a paličky Vater. V minulosti používal bicí PDP Drums, Tama Drums a paličky Ahead.